# Гладков, Юрий Павлович
Ю́рий Па́влович Гладко́в (22 января 1949, Ленинград — 6 октября 2007, Санкт-Петербург) — российский политический деятель.
Депутат Ленсовета (1990—1993). Депутат Законодательного собрания Санкт-Петербурга (1994—2007), в 2003—2007 — заместитель председателя.

## Биография
Отец — механик треста «Электросетьстрой»; мать — более 20 лет проработала в торговой фирме «Гостиный двор».
Работал электромонтажником на Ленинградском электромеханическом заводе имени А. А. Кулакова, отслужил в армии. Окончил Ленинградский электротехнический институт связи имени М. А. Бонч-Бруевича (1972) и аспирантуру. Занимался научной работой, с 1984 года — преподаватель Ленинградского электротехнического института связи.
Окончил юридический факультет СПбГУ (1994).

### Политическая деятельность
В 1989 году был одним из лидеров группы поддержки Бориса Никольского, избранного народным депутатом СССР, и организованного на её основе клуба избирателей «Нева».

#### Депутат Ленсовета
В 1990—1993 годах — депутат Ленсовета; был избран при поддержке блока «Демократические выборы-90». Был членом Ленинградского народного фронта.
Заместитель председателя постоянной комиссии по устройству государственной власти, местному самоуправлению и административно-территориальному устройству; член постоянной комиссии по финансовым вопросам. В 1992 и 1993 годах избирался членом Малого совета.
В 1992 году возглавлял (совместно с Мариной Салье) депутатскую рабочую группу по расследованию деятельности Комитета мэрии по внешним связям, председателем которого был Владимир Путин (см. подробнее).
25 сентября 1993 года подписал Обращение 118 депутатов Петросовета в поддержку действий Б. Н. Ельцина.
Был членом КПСС (вышел в 1990 году). В 1990—1993 годах — член Свободной демократической партии России, от которой избирался сопредседателем Санкт-Петербургского отделения движения «Демократическая Россия».

#### Депутат Законодательного Собрания Санкт-Петербурга
В 1993 году баллотировался на выборах в Государственную думу РФ по округу от блока «Выбор России».
Избирался депутатом Законодательного Собрания Санкт-Петербурга:
- 1994 — во втором туре; был выдвинут от блока «Демократическое единство».
- 1998 — во втором туре; выдвинут от блока «Согласие». В ноябре 2000 был одним из создателей фракции «Союз правых сил», сокоординатор (заместитель координатора) фракции.
- 2002 — выдвинут от блока СПС + «Яблоко», член фракции СПС, с января 2004 — член Демократической фракции (СПС + «Яблоко»).

В 1994—1998 годах — заместитель председателя координационой группы по законодательству. В 1998—2002 годах — член комитета по законодательству, член комиссии по образованию, культуре и науке. В 2003—2007 годах — заместитель председателя Законодательного собрания.
В 1994—2001 годах — член партии «Демократический выбор России»; был членом федерального политсовета, заместителем председателя политсовета Санкт-Петербургской региональной организации. С 2001 года — член партии «Союз правых сил».
С начала 2006 года состояние его здоровья стало ухудшаться; на выборах 2007 года уже не баллотировался. Умер от бокового амиотрофического склероза. Похоронен на Южном кладбище Санкт-Петербурга.